# ボンバルディア グローバル 7500
ボンバルディア
グローバル 7500 / 8000
グローバル7500の試験機(2018年のEBACEにて)
- 用途：ビジネスジェット
- 分類：旅客機
- 製造者：ボンバルディア・エアロスペース
- 初飛行：

  - 7500 : 2016年11月4日[1]
  - 8000 :
- 生産数：

  - 7500 : 50機(2021年3月)[2]
  - 8000 :
- 運用開始：

  - 7500 : 2018年12月20日[3]
  - 8000 : 未定[4]
- 運用状況：

  - 7500 : 運用中
  - 8000 : 開発中
- ユニットコスト：

  - 7500 : 7,200万 USドル[5]
  - 8000 : 7,100万 USドル[6]

ボンバルディア グローバル7500とグローバル8000は、ボンバルディア・エアロスペース社が販売・開発中の超長距離型ビジネスジェットである。2010年10月に公表されたが、翼の設計に問題があったため、開発計画は2年遅れた。当初は7000と呼ばれていたグローバル7500は、2016年11月4日に初飛行を行い、2018年9月28日にカナダ運輸省から型式証明を取得、同年12月20日に初号機の運航が始まった。グローバル8000の具体的な開発スケジュールは公表されていない。7500は長胴型で4区画の客室を持っており、航続距離が14,300km(7,700海里)ある。8000は短胴型で3区画の客室を持ち、航続距離が14,600km(7,900海里)ある。これらの2機種はいずれもグローバル6000の技術を元に新たな遷音速翼を備えている。

## 開発
2010年10月に公表された時点では、7500の市場投入は2016年、8000は2017年を予定していた。2015年、ボンバルディアは翼の再設計と他の開発課題への対応を取ることを決め、計画を2年遅らせた。再設計では、翼の空力特性を損なわずに翼を軽量化することが目標とされた。また機体には旅客機のCシリーズの技術を元にして、フライ・バイ・ワイヤの設計思想が用いられた。機体には最新の旅客機と同様にアルミリチウム合金が用いられる。

### グローバル 7500

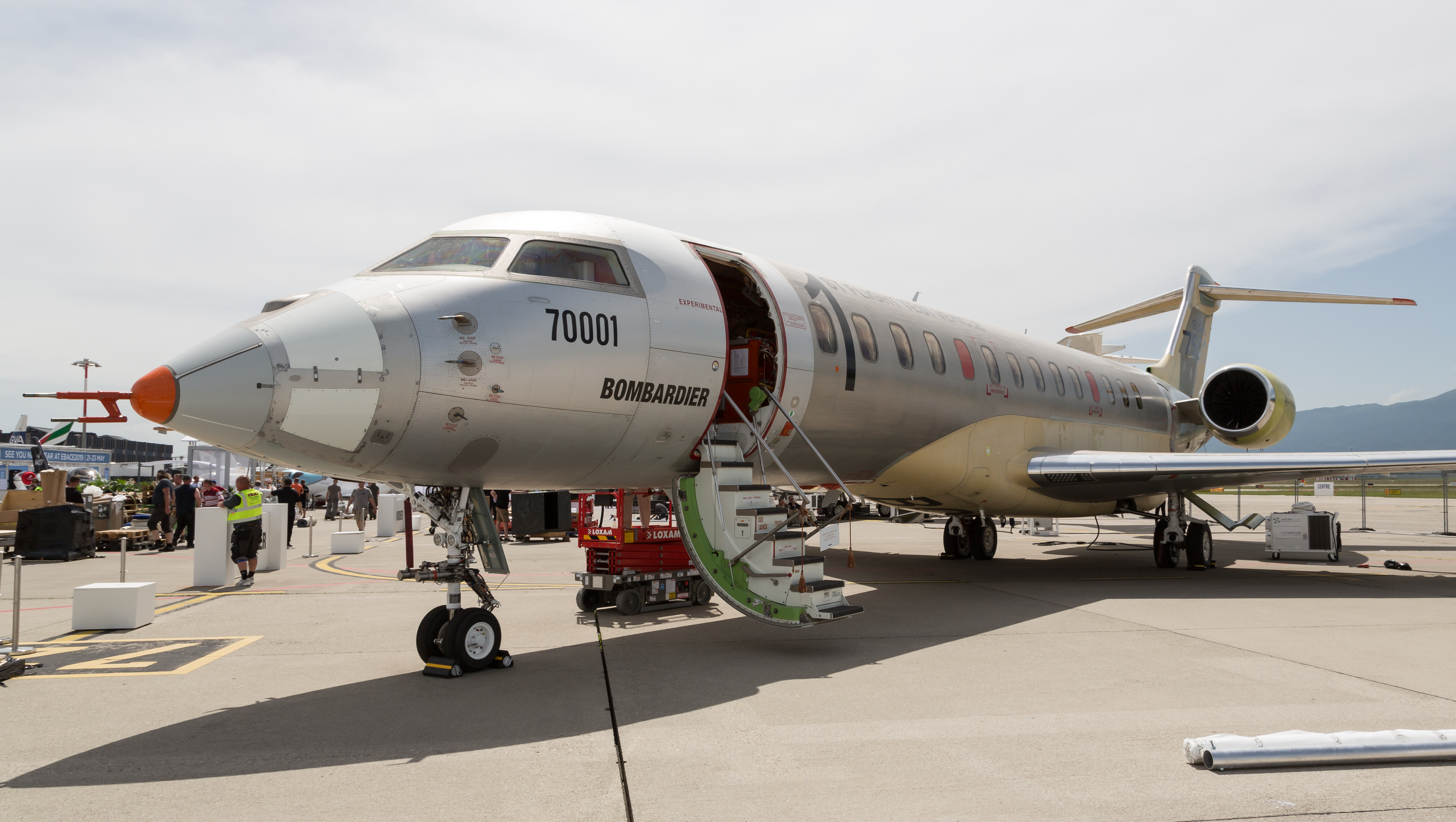
7500の胴体は原型のグローバルよりも3.43 m延長された

グローバル7500は、開発当初はグローバル7000と呼ばれていたモデルで、2016年の市場投入が予定されていた。元F1ドライバーでボンバルディアのブランド大使を長年務めてきたニキ・ラウダは、2015年のEBACE(ヨーロッパビジネス航空協会の年次総会)に先だち、この機種を発注したことを発表した。
FTV1(試験初号機)は2016年10月に地上走行試験を行い、その時点で引き渡し開始は2018年下期と予定された。2016年11月4日、機体の基本システムの機能性の検証と、操縦性や飛行性の評価を目的とした初飛行が行われた。その2時間27分の飛行では、高度20,000フィート(6,096 m)への上昇と、時速444km(240ノット)への加速が試された。
2017年2月には量産機の翼の最終設計が固まり、量産型の法規適合性を確認する機体の飛行が同年後半に予定された。"The Powerhouse" (原動力)と呼ばれたFTV2(試験2号機)は、推進力や電気系統、機械系統を検証することを目的としており、2017年3月6日に初飛行をした。FTV1は性能限界を超えるためにも使われ、2017年3月29日にマッハ0.995に到達した。"The Navigator" (航海士)と呼ばれたFTV3はアビオニクスと電気系統の性能を検証するために用いられ、2017年5月10日に初飛行した。2017年5月末時点で、3機の試験機の飛行時間は累計250時間に達した。
"The Architect" (建築家)と呼ばれたFTV4は、キャビン内装を検証するために用いられた。そして最終試験機となるFTV5は、"The Masterpiece" (傑作)と呼ばれ、市場投入を確実にするための仕上げ段階に用いられた。FTV5は、トライアンフ・グループが翼の重量をめぐる混乱解消後に供給したわずかに軽い量産翼を備えていた。

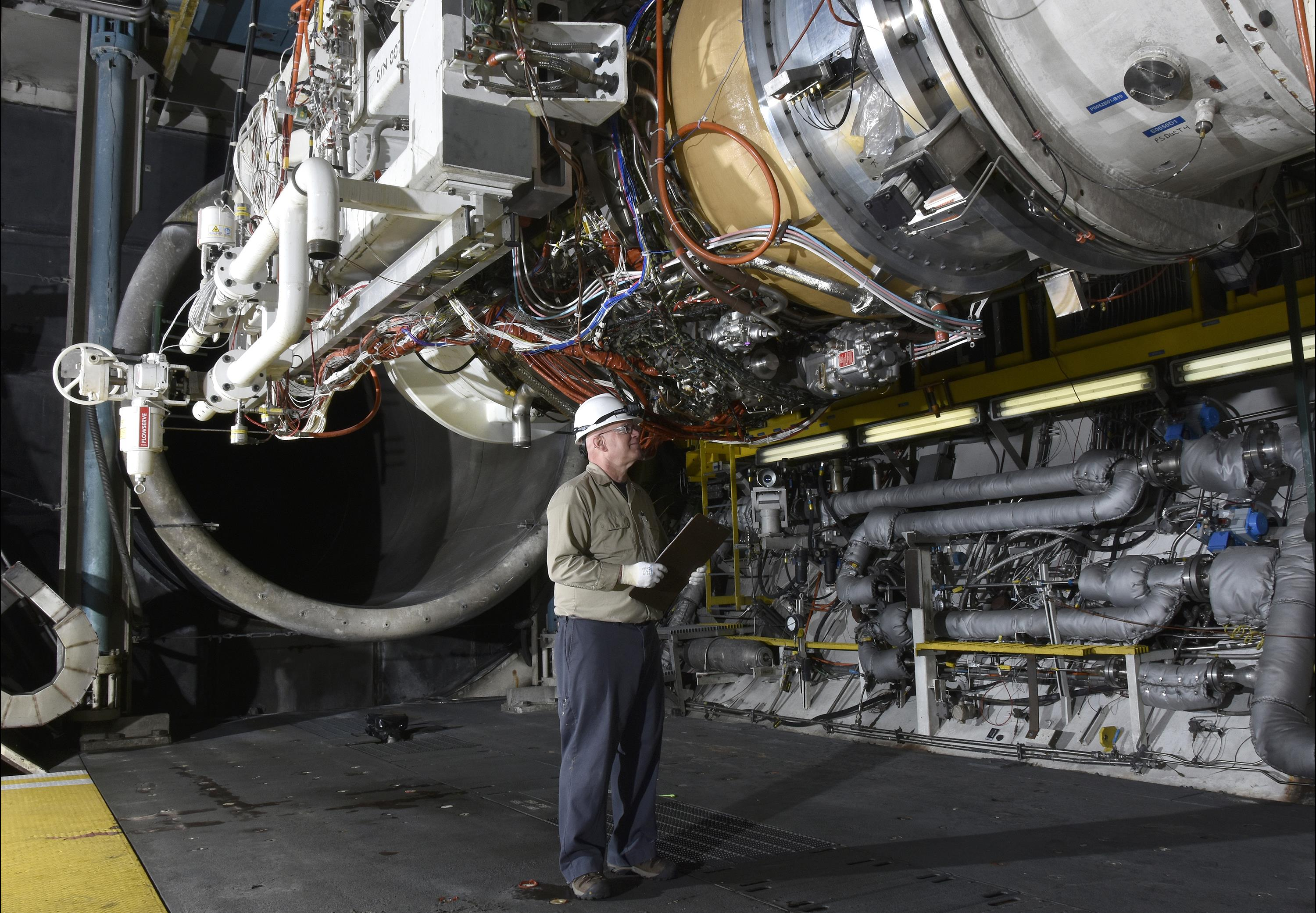
AEDCで試験されるGE社のパスポートエンジン

2017年7月中旬時点で、3機の試験機による飛行試験は累計500時間に達していた。2017年8月15日、試験2号機は大きな振動とタービン内の高温が検出されたあと、高度12,500m(41,000フィート)を飛行中に右側のGEパスポートエンジンがフレームアウト(停止)した。その後、290km離れたウィチタ空港へ片側エンジンだけで飛行し着陸した。
2017年10月までに、4機の試験機による飛行試験は累計900時間に達した。そして5号機は2018年下期の市場投入に向けてさらに700～800時間の飛行を行う予定であった。
2018年4月、1,800時間を越える一連の飛行試験の結果、航続距離は13,700km(7,400海里)から14,260km(7,700海里)へ拡大された。これはライバルであるガルフストリーム G650ERの13,900km(7,400海里)を上回っている。しかし、グローバル8000の14,630km(7,900海里)と比べると、370km(200海里)短く、見劣りする。原型となったグローバル・エクスプレスは5500と6500へ進化しており、今回の航続距離拡大を反映して7000はグローバル7500と改名された。
2018年5月末までに5機の試験機による飛行試験は2,000時間に達し、予定されていた年末の市場投入に向けて順調に進んでいた。2018年6月には型式証明のための飛行試験は2,300時間に達した。量産初号機は、年内の引き渡しを目指す予定通りに、2018年5月に仕上工程に移された。
飛行試験は2018年8月には2,400時間に達し、型式証明に必要な準備を終えた。その時点で、型式証明の取得と最初の顧客への引き渡しは年末までに行われ、翌2019年には15～20機が引き渡されることが予定された。また、既に20機が最終組立工程に入っていた。2018年9月、飛行試験は累計2,700時間に達し、FTV1は試験用途から退役し、デモンストレート機として使われるために再塗装された。ボンバルディアは2018年9月に型式証明を受けられると見込んでいた。
カナダ運輸省は2018年9月28日に型式証明を与えた。そして2018年11月7日にアメリカ、2019年2月6日にヨーロッパの当局からも型式証明を取得した。
量産初号機は12月に引き渡される予定であり、ボンバルディアは2019年には15～20機、2020年には35～40機を納機する予定だった。また、2021年までの生産予定分は既に完売していた。12月初旬に引き渡された後、グローバル7500は12月20日に運航を開始した。ボンバルディアはその時点で100機の確定発注を得ていた。
ボンバルディアは翼の開発を担当していたトライアンフ・グループから、設計変更に伴う開発費3億4000万ドルの負担を巡る訴訟を2017年に起こされていたが、内容は非公開のまま和解に至った。そして2019年2月、トライアンフからグローバル7500の翼の生産工程や施設を買収した。

### グローバル 8000
グローバル8000は、7000のキャビンを小さくして航続距離を14,631 km(7,900海里)に延ばしたモデルであり、当初は2017年の市場投入を予定していた。しかし、2017年12月時点で受注残に占める割合はわずかだった。
2018年4月に7000の航続距離が14,260km(7,700海里)に延ばされたため、航続距離の長さで差別化しようとした8000のメリットはほぼ無くなった。2019年2月時点で、ボンバルディアは8000の開発を中止してはいないが、市場投入の時期など今後の開発スケジュールは公表されていない。

## デザイン

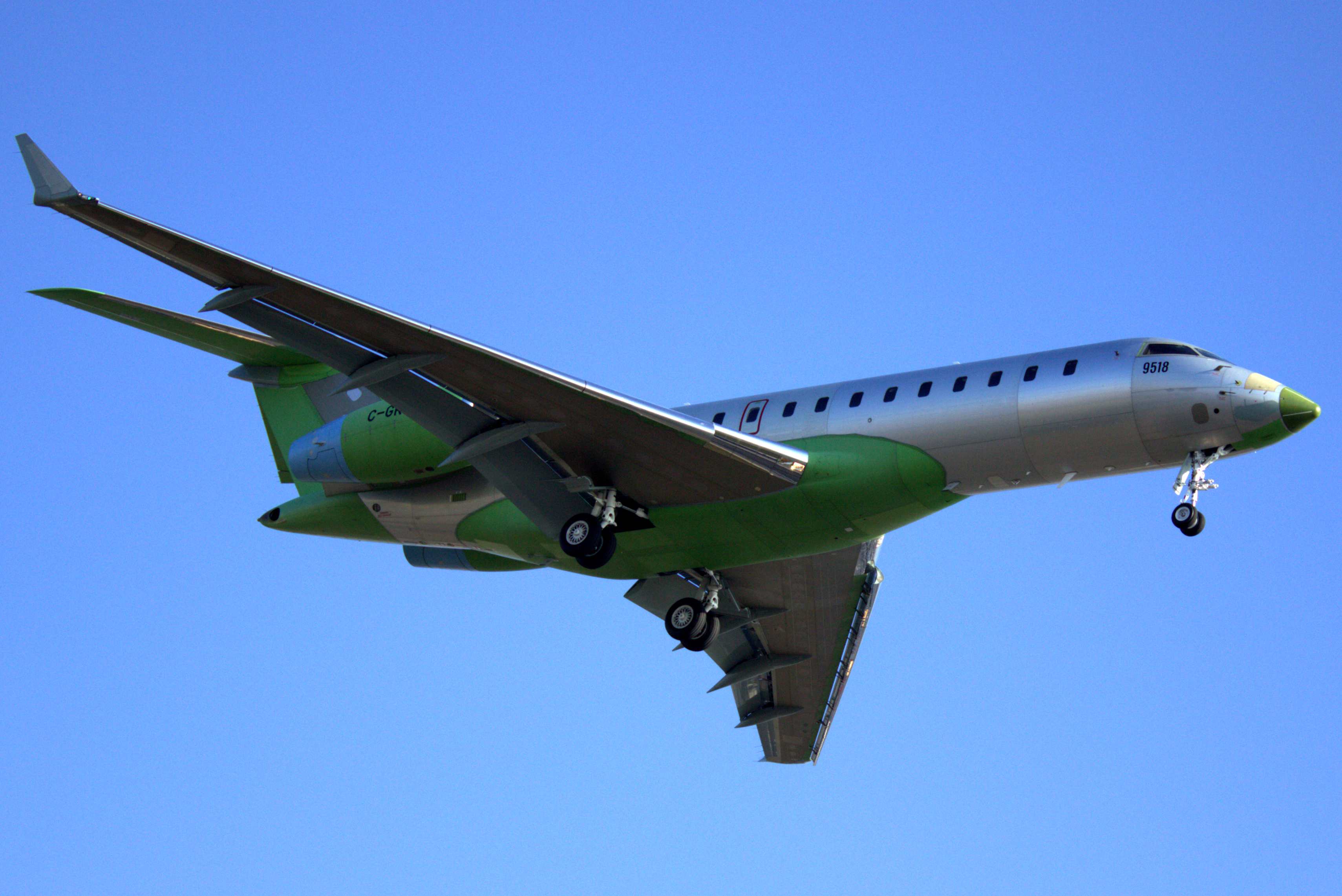
両モデルともグローバル・エクスプレスの外観を引き継いでいる

両タイプともグローバル6000の機体を延長し、新しい遷音速翼を備えている。また、新型のゼネラル・エレクトリック パスポート20エンジンを備えている。このエンジンはマッハ0.9の高速巡航を可能にする16,500 lbf (73 kN)の推力を持つ一方、グローバル・エクスプレスXRSよりも燃費が8％改善し、窒素酸化物の排出も減っている。長距離飛行でも快適なように、ボンバルディアは人間工学に配慮した新しい乗客用座席を開発した。この座席はNuage(ヌアージュ：フランス語で雲という意味)と名付けられた。この座席の開発には7年を要した。

### グローバル 7500
商品名はグローバル7500であるが、公式名はBD-700-2A12である。元となったグローバルと比べて全長が3.43 m伸びている。キャビンは4つの区画からなり、その容積は従来機から20%増の74.67m3である。発表時では、乗客10人を乗せてマッハ0.85で13,500 km(7,300海里)飛行でき、ロンドンからクアラルンプール、ニューヨークからドバイ、北京からワシントンへノンストップで飛行できる性能だった。後に、この航続距離は14,300km(7,700海里)へと拡大された。
2019年3月4日、シンガポールからアリゾナ州ツーソンへ15,097km(8,152海里)を16時間かけてノンストップ飛行した。これは当時のビジネスジェット専用機の最長飛行記録である。この距離はカタログスペック上の航続距離(14,260km、7,700海里)を上回るが、着陸時にはさらに90分程度の飛行ができる燃料が残っていた。さらに同月、ニューヨークからロンドンへ平均マッハ0.92で飛び、5時間26分という都市間最速記録を作った。また、ロサンゼルスからニューヨークへ3時間54分で飛び、大陸横断の最速記録を作った。この区間は一般の旅客機では通常5時間半かかっている。
2019年10月6日、オーストラリアのシドニーからミシガン州デトロイトまで15,230km(8,225海里)をノンストップ飛行し、ビジネスジェット専用機の最長飛行記録を更新した。

### グローバル 8000
商品名はグローバル8000であるが、公式名はBD-700-2A13である。グローバル・エクスプレスと比べて全長が0.69m伸ばされている。キャビンは3つの区画からなり、容積は63.32m3である。マッハ0.85で14,631 km(7,900海里)飛行できるが、この航続距離は既存のどのビジネスジェットよりも長く、8人の乗客を乗せてシドニーからロサンゼルス、香港からニューヨーク、ムンバイからニューヨークへ飛行できる。

## 受注状況
ボンバルディアは明確な受注状況を公表していないが、航空産業アナリストのローランド・ヴィンセントは「2016年11月の初飛行時点で累計200機を受注しており、その大半は7500である」と分析している。
ボンバルディアは、グローバル5500と6500も合わせて、2018年で40機の引き渡し予定数を、2021年には年間90～100機に拡大する予定である。また、必要であれば7500を月産4機以上にする予定である。富裕層向けのチャーター事業を行うビスタジェットは、最大30機を購入する契約を結んでおり、最初の引き渡しは2019年末を予定している。また、ジェット機で世界最大のフラクショナル・オーナーシップ事業者であるネットジェッツは、7500を最大20機購入する予定である。香港企業のHK Bellawings Jetは、確定発注とオプション発注の合計で6500と7500を18機発注している。7500は2018年12月20日の運航開始時点で100機の確定発注を得ている。
| 発注日         | 発注者              | 運航開始予定 | 7500 | 8000 |
| -------------- | ------------------- | ------------ | ---- | ---- |
| 2010年10月21日 | London Air Services | TBD          | 1    |      |
| 2010年12月14日 | コムラックス        | TBD          | 2    |      |
| 2011年3月2日   | ネットジェッツ      | 2017         | 20   | 20   |
| 2011年6月21日  | ビスタジェット      | TBD          |      | 10   |
| 2011年6月21日  | AVウェスト          | TBD          | 4    | 2    |
| 2012年11月27日 | ビスタジェット      | 2017         |      | 6    |
| 2013年6月18日  | 非公表              | TBD          |      | 12   |
| 2014年1月30日  | 非公表              | TBD          | 2    | 3    |
| 2015年5月18日  | ニキ・ラウダ        | TBD          | 1    |      |

1. ↑  7500と8000の内訳は非公表

## 仕様

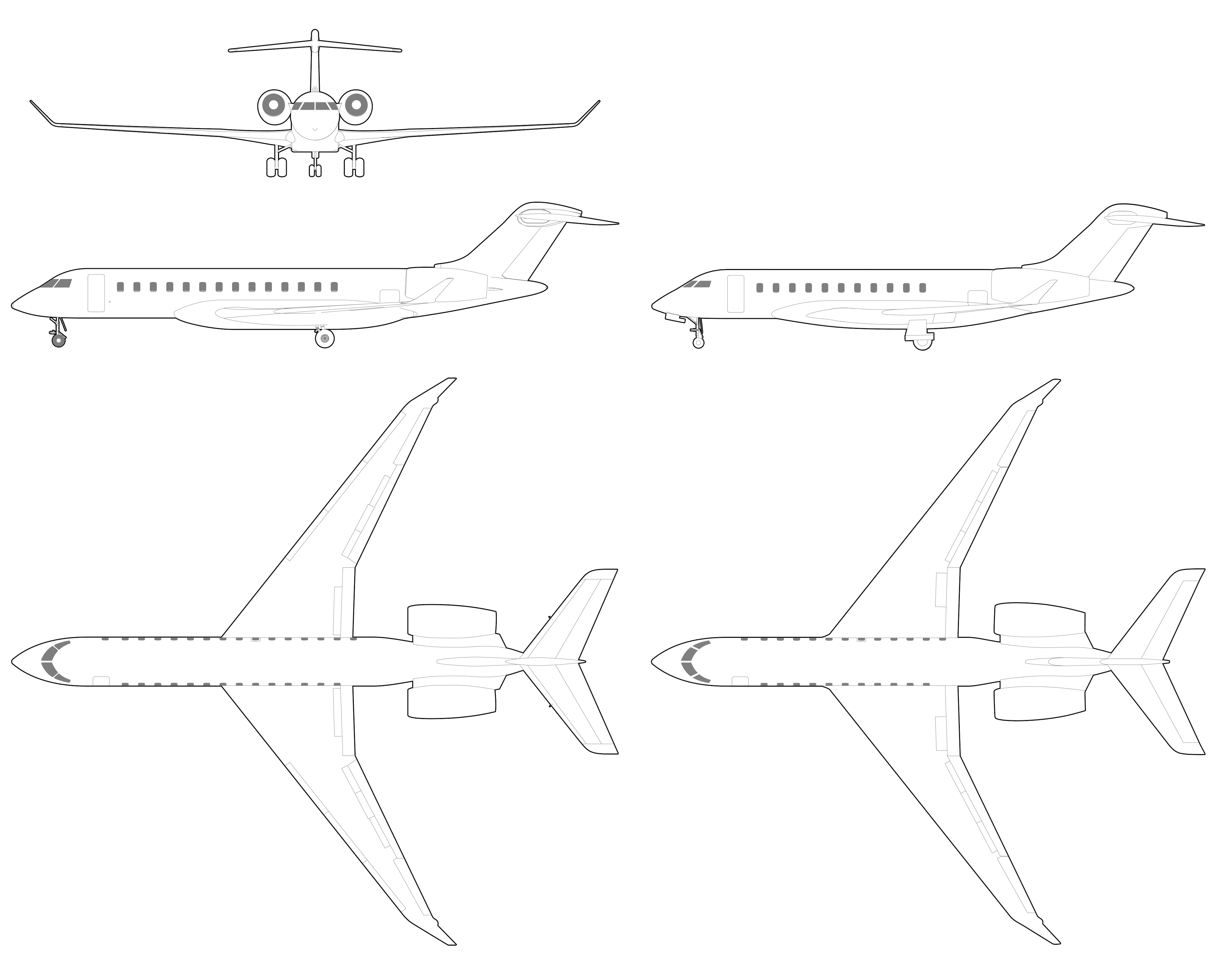
グローバル7500と8000の三面図

| モデル                | グローバル 7500                        | グローバル 8000                        |
| --------------------- | -------------------------------------- | -------------------------------------- |
| 乗客数                | 最大19人                               | 最大17人                               |
| 乗員                  | 4                                      | 4                                      |
| 全長                  | 33.8 m                                 | 31.2 m                                 |
| 全幅                  | 31.7 m                                 | 31.7 m                                 |
| 全高                  | 8.2 m                                  | 8.3 m                                  |
| キャビン長            | 16.59 m                                | 13.89 m                                |
| キャビン幅            | 2.44 m                                 | 2.44 m                                 |
| キャビン高            | 1.88 m                                 | 1.88 m                                 |
| エンジン              | ゼネラル・エレクトリック パスポート 20 | ゼネラル・エレクトリック パスポート 20 |
| 推力                  | 18,650 lbf / 83 kN                     | 16,500 lb / 73 kN                      |
| 最高運用速度          | マッハ 0.925 (982 km/h)                | マッハ 0.925 (982 km/h)                |
| 巡航速度 (通常)       | マッハ 0.85 (902 km/h)                 | マッハ 0.85 (902 km/h)                 |
| 巡航速度 (高速巡航時) | マッハ 0.90 (955 km/h)                 | マッハ 0.90 (955 km/h)                 |
| 航続距離              | 14,260 km (7,700海里)                  | 14,631 km (7,900海里)                  |
| 離陸距離              | 1,792 m                                | 1,768 m                                |
| 着陸距離              | 768 m                                  | 747 m                                  |
| 最高高度              | 15,545 m (51,000 ft)                   | 15,545 m (51,000 ft)                   |
| 初期巡航高度          | 13,106 m (43,000 ft)                   | 13,106 m (43,000 ft)                   |
|                       | Global 7500                            | Global 8000                            |
| 最大離陸重量          | 48,194 kg                              | 47,536 kg                              |
| 基本運航重量          | 25,764 kg                              | 24,630 kg                              |
| 燃料搭載量            | 21,523 kg                              | 22,203 kg                              |
| 最大積載量            | 2,585 kg                               | 2,585 kg                               |

1. ↑  標準構成
2. ↑  ISA +20°C、定格出力
3. ↑  マッハ 0.85、NBAA IFR Reserves、ISA (国際標準大気)、乗客8人
4. ↑  MTOW (最大離陸重量)、SL (海面)、ISA (国際標準大気)
5. ↑  MLW (最大着陸重量)、SL (海面)、ISA (国際標準大気)